# Quinto d'obbligo
Nell'ambito dei lavori pubblici, con il termine quinto d'obbligo (o sesto quinto) si fa riferimento alla previsione di legge in forza della quale, nel corso dell'esecuzione di un contratto di appalto, l'appaltatore ha l'obbligo di eseguire le variazioni apportate dalla stazione appaltante in aumento o in diminuzione, purché esse non superino il quinto (20%) dell'importo complessivo dell'appalto, a fronte del solo pagamento delle maggiori opere eseguite, senza poter sottrarsi a tale obbligo oppure pretendere particolari indennità.

## Determinazione del quinto d'obbligo
Ai fini della determinazione del quinto (art. 10, commi 4 e 5 del D.M. n. 145/2000 Capitolato generale d'appalto dei lavori pubblici), l'importo dell'appalto è formato dalla somma risultante dal contratto originario, aumentato dell'importo degli atti di sottomissione per le varianti già intervenute, nonché dell'ammontare degli importi, diversi da quelli a titolo risarcitorio, eventualmente riconosciuti all'appaltatore ai sensi dell'art. 120 del Codice dei contratti pubblici. 
Nel calcolo non vanno considerati gli aumenti, rispetto alle previsioni contrattuali, delle opere relative a fondazioni. Tuttavia, ove tali variazioni rispetto alle quantità previste superino il quinto dell'importo totale del contratto e non dipendano da errore progettuale, l'appaltatore può chiedere un compenso adeguato per la parte eccedente.

## Procedura in caso di superamento del quinto d'obbligo
Qualora la stazione appaltante disponga una variante in corso d'opera il cui importo superi il quinto d'obbligo, occorre preliminarmente accertare se tale variante sia dovuta a errore progettuale oppure rientri nelle altre casistiche previste dall'art.120 del codice dei contratti pubblici.
Nel caso di variante dovuta a errore progettuale, la Stazione appaltante ha l'obbligo di indire nuova gara, alla quale è invitato a partecipare anche l'appaltatore che sta eseguendo l'intervento. 
In tutti gli altri casi, la Stazione appaltante propone l'esecuzione dei lavori relativi all'importo eccedente il quinto d'obbligo allo stesso appaltatore che può:
- accettare l'esecuzione agli stessi prezzi dell'appalto (in questo caso è previsto anche il silenzio-assenso da parte dell'appaltatore)
- accettare l'esecuzione, ma previa rideterminazione dei prezzi (dato che non è più obbligata al rispetto di quelli contrattuali)
- rifiutare l'esecuzione delle opere eccedenti il quinto d'obbligo, senza incorrere in alcuna penalità